# Güzelyurt, Dulkadiroğlu
Güzelyurt là một xã thuộc huyện Dulkadiroğlu, tỉnh Kahramanmaraş, Thổ Nhĩ Kỳ. Dân số thời điểm năm 2010 là 1.563 người.